# Rui Nepomuceno
Rui Firmino Faria Nepomuceno ComIH (Funchal, 10 de maio de 1936 - Funchal, 18 de abril de 2024) foi um advogado, político e historiador português.

## Biografia

### Infância e adolescência

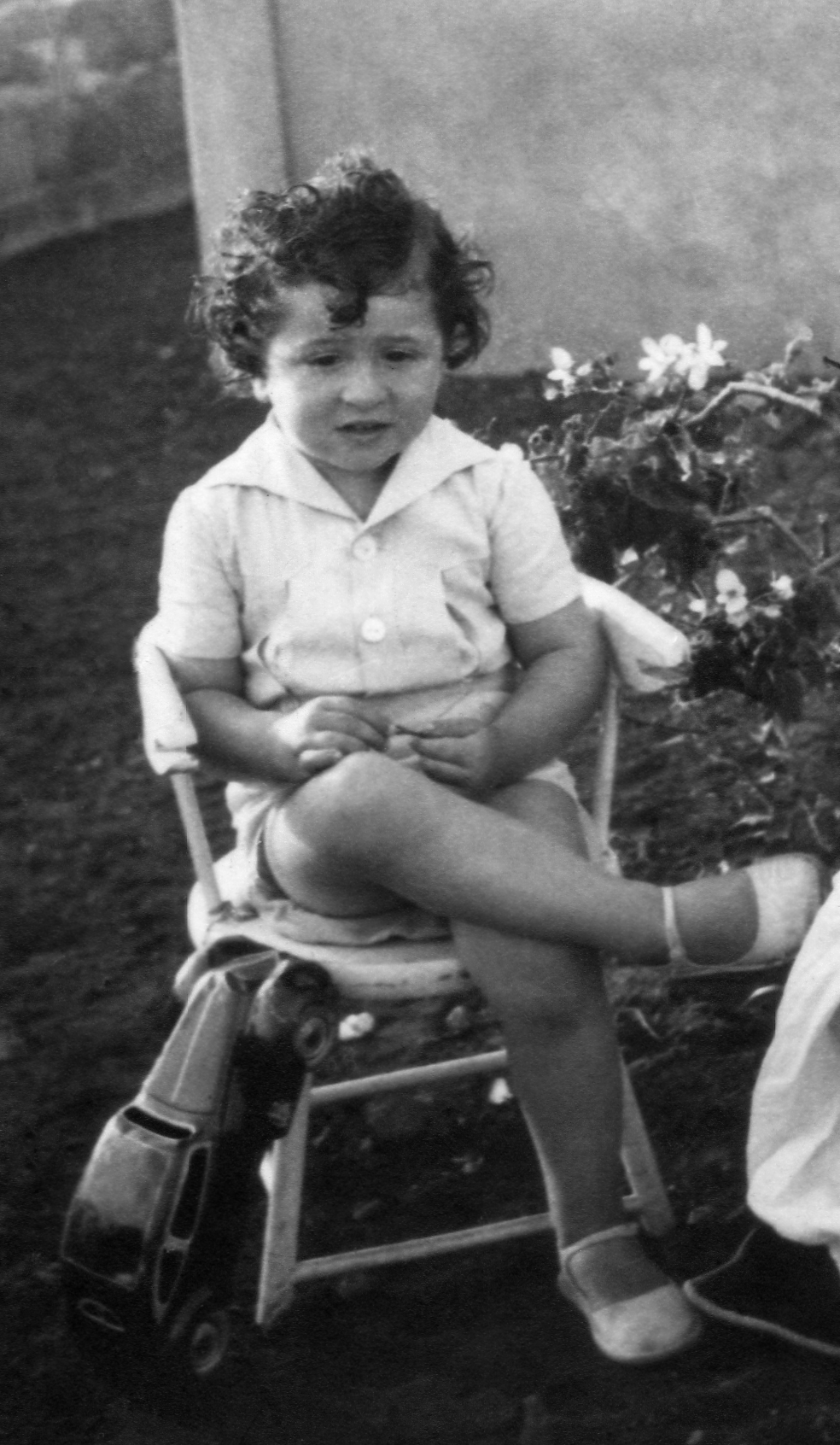

Filho do industrial de bordados João Nepomuceno (1904, Funchal – 1959, Lisboa) e de Maria da Paixão de Faria Nepomuceno (1906, Funchal - 1984, Funchal), nasceu em Santa Maria Maior, cidade do Funchal, na Madeira, a 10 de maio de 1936. 
Rui Nepomuceno nasceu numa família burguesa, sendo o mais velho de cinco irmãos: Maria Madalena Faria Nepomuceno (1937), Maria João Faria Nepomuceno (1939), Maria das Dores Faria Nepomuceno (1941) e João José Faria Nepomuceno (1945).
Vivendo com um grande desafogo económico, morava numa casa tipo quinta tradicional madeirense, na Rua Coronel Cunha, em Santa Maria Maior, Funchal.

### Percurso académico

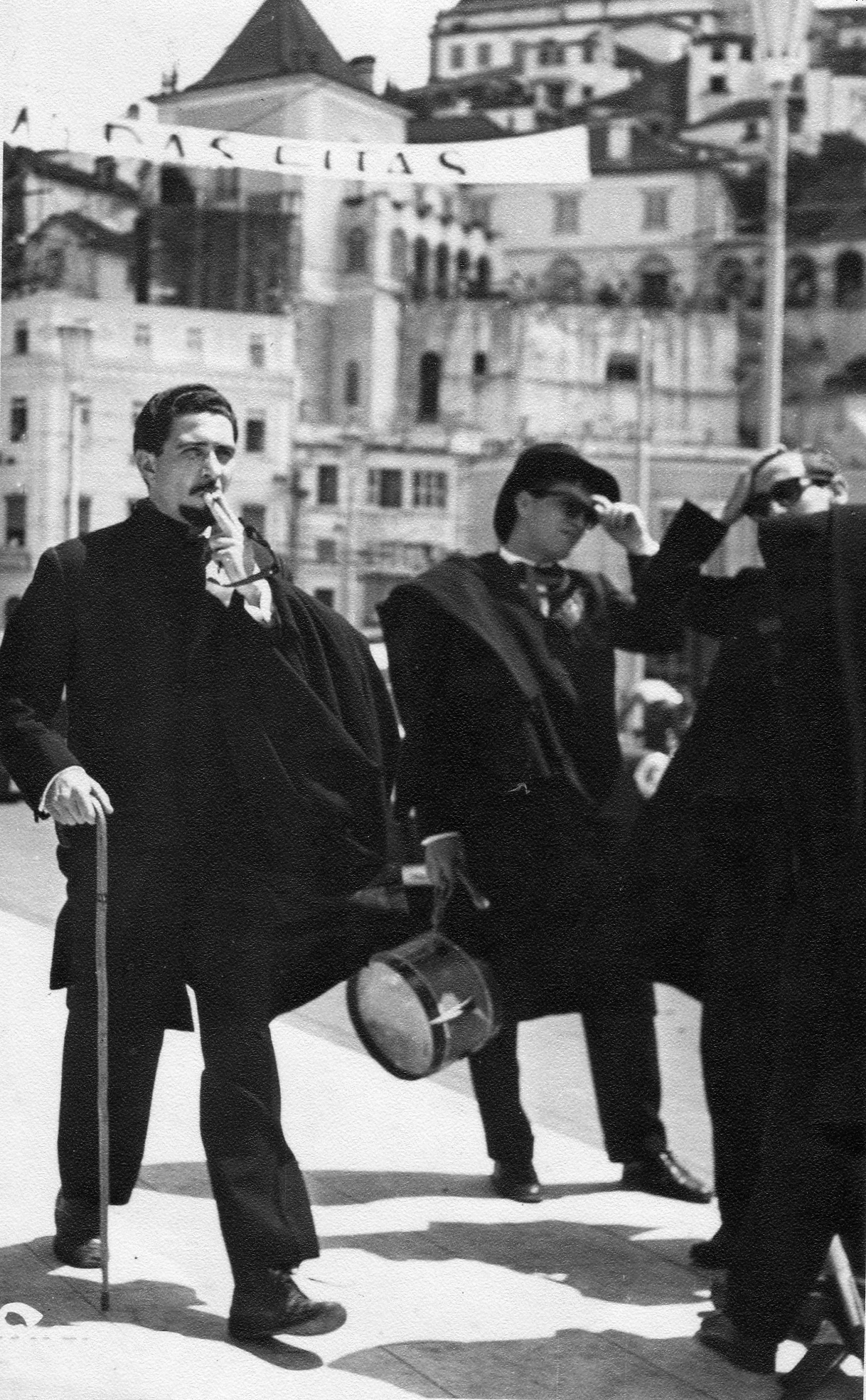

Inicialmente, Rui Nepomuceno frequentou o Colégio Nun’Alvares, conhecido como o Caroço, onde completou a instrução primária. Seguiu o curso liceal no Liceu Nacional do Funchal. Seguidamente, frequentou, no Porto, o Grande Colégio Universal, terminando no Colégio Almeida Garrett.
Fim dos estudos no liceu, em 1957, candidatou-se a Ciências Jurídicas na Faculdade de Direito da Universidade de Coimbra.
Durante a sua passagem por Coimbra, rapidamente se integrou no movimento estudantil e na luta contra o regime. Participou nas lutas académicas contra a ditadura salazarista, acompanhando estudantes comunistas num misto de “boémia e ativismo político”.
Em 1960, Nepomuceno apoiou a lista de oposição que ganhava aos situacionistas as eleições para a Associação Académica de Coimbra, com Carlos Manuel Natividade da Costa Candal (1938-2009) eleito para Presidente da Direção, numa altura em que irrompia a contestação estudantil do ensino superior ao regime do Estado Novo e à guerra colonial. No mesmo o grupo, deparava-se outros apoiantes, de exemplo Manuel Alegre (1936), José Carlos Vasconcelos (1940), Fernando Assis Pacheco (1937-1995), José Augusto de Silva Marques (1938-2016) e demais protagonistas das lutas académicas.
Em 1958 pertenceu à comissão de Apoio à Candidatura do Dr. Arlindo Vicente (1906-1977) - um advogado proposto pelo Partido Comunista - às eleições para a Presidência da República, o qual acabou por desistir a favor da candidatura unitária do general Humberto Delgado (1906-1965).
Rui Nepomuceno viveu com intensidade a vida estudantil em Coimbra durante quase uma década.

### Guerra Colonial

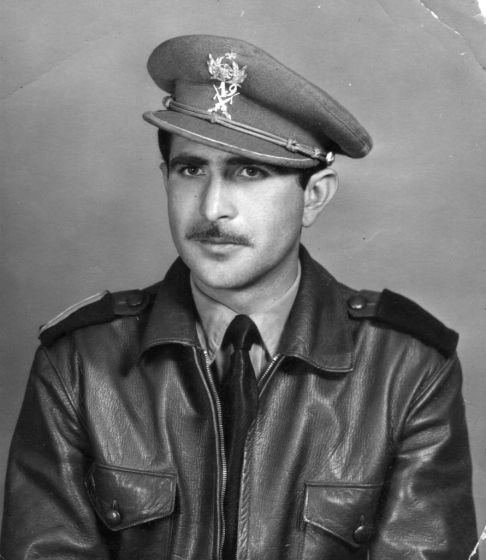

Antes mesmo da eclosão da guerra, Nepomuceno interrompeu o seu curso universitário em 1959, para frequentar o ensino de Oficiais Milicianos na Escola Prática de Infantaria, no Convento de Mafra. De acordo com o Processo Individual do Tenente Militar, Rui frequentou o Curso no período de 5 de setembro de 1959 a 30 de janeiro de 1960. Promovido a aspirante, serviu no Batalhão de Infantaria do Funchal n.º 19.
Pouco depois de passar à disponibilidade, em abril de 1961, Nepomuceno foi convocado para se apresentar no Quartel do Regimento de Infantaria n.º 4 no Algarve, em Faro, com a finalidade de comandar o 1.º pelotão da Companhia de Caçadores n.º 167, comandada então pelo Capitão Mário Firmino Miguel (1932-1991), mobilizada para combater em Angola.

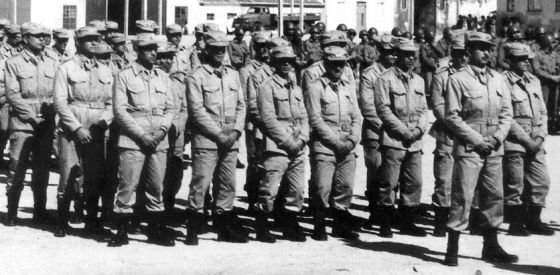
1º Pelotão da Companhia de Caçadores 167

Após uma curta hesitação, na medida que se considerava um defensor dos direitos dos povos à autodeterminação e à independência, decidiu partir para o desconhecido que era essa guerra e não se refugiar no estrangeiro, como faziam muitos jovens descendentes de famílias abonadas.
Na verdade, Nepomuceno tinha possibilidades económicas para fazer aquilo que muitos fizeram na altura: o tal salto para o exílio em França. Mas não o fez.
Neste sentido, integrou-se no Batalhão de Caçadores n.º 159, liderado pelo tenente-coronel Carlos Fernando Teixeira da Câmara Lomelino, madeirense substituído em outubro de 1961 pelo Tenente Coronel de Infantaria Manuel Pereira Espadinha Milreu.
Mobilizado em Angola, partilhou com a sua mulher, Aida Maria Brito Figueiroa Góis Nepomuceno (5 de janeiro de 1941, Machico), uma belíssima história de amor, tendo por testemunha a tenda no mato em pleno conflito militar.
No comprimento do serviço militar, tentou ainda, movimentar-se politicamente. Em Angola, no ano de 1962, aderiu ao Partido Comunista, por convite de Manuel Alegre.

### O "advogado dos pobres"
Após ter obtido o diploma em Direito, fixou-se no Funchal. Inscreveu-se na Ordem dos Advogados no Conselho Regional da Madeira em 1968.
Em 1990, tornou-se membro do Conselho da Ordem dos Advogados na lista de Alcino Cabral Barreto. Em 1992, vogal do Conselho Distrital da Ordem dos Advogados da Madeira, mais propriamente no dia 22 de janeiro; e a 18 de janeiro de 2002, vice-presidente do Conselho Deontológico dessa ordem. 
Durante anos, exerceu a atividade de advocacia na Ilha da Madeira, sendo ainda hoje conhecido pelo “advogado dos pobres”. Inicialmente, especializou-se em Direito Civil e Direito Comercial. Mais tarde, distinguiu-se em Direito Penal.

### Casamento

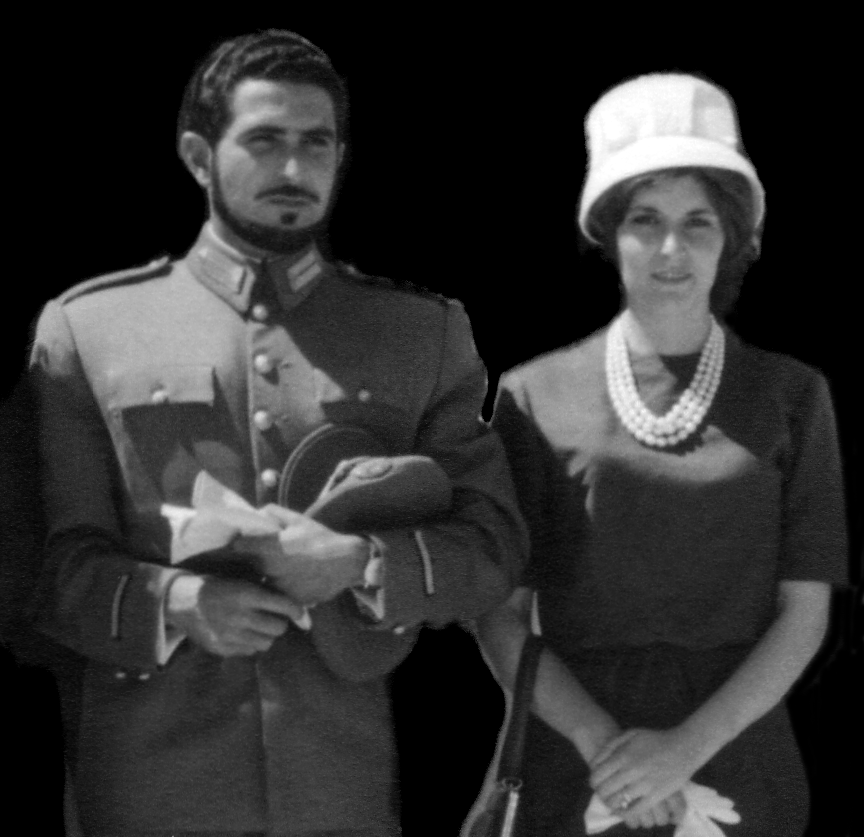

Rui Firmino Faria Nepomuceno e Aida Maria Brito Figueiroa Góis casaram pela igreja no dia 3 de maio de 1962, na Igreja de Nossa Senhora de Fátima de Parede (Cascais).  
Deste casamento resultaram quatro filhos:
- Maria João Figueiroa Góis Nepomuceno (23 de janeiro de 1963, Luanda);
- Ana Isabel Figueiroa Góis Nepomuceno (4 de dezembro de 1963, Funchal);
- Filipa Maria Figueiroa Góis Nepomuceno [Matos] (24 de fevereiro de 1966, Coimbra);
- Rui Miguel Figueiroa Góis Nepomuceno (8 de abril de 1968, Funchal).

## Partido Comunista Português
Como antifascista, militou na oposição democrática, reivindicando a democracia e a autonomia política para a Ilha da Madeira. Na década de 60 e 70, Nepomuceno juntou-se aos aliados e adeptos clandestinamente, limitando-se a participar em movimentos unitários, como o Teatro Experimental, o Cine-Fórum, as conferências no Pátio, as tertúlias da oposição democrática, os Padres do Pombal e, não esquecer, o jornal Comércio do Funchal.
Salienta-se o seu contributo em 1969, momento em que subscreveu a histórica «Carta a Um Governador», que além de enunciar críticas ao regime reivindicava a Democracia e a Autonomia Política para o Arquipélago da Madeira. 

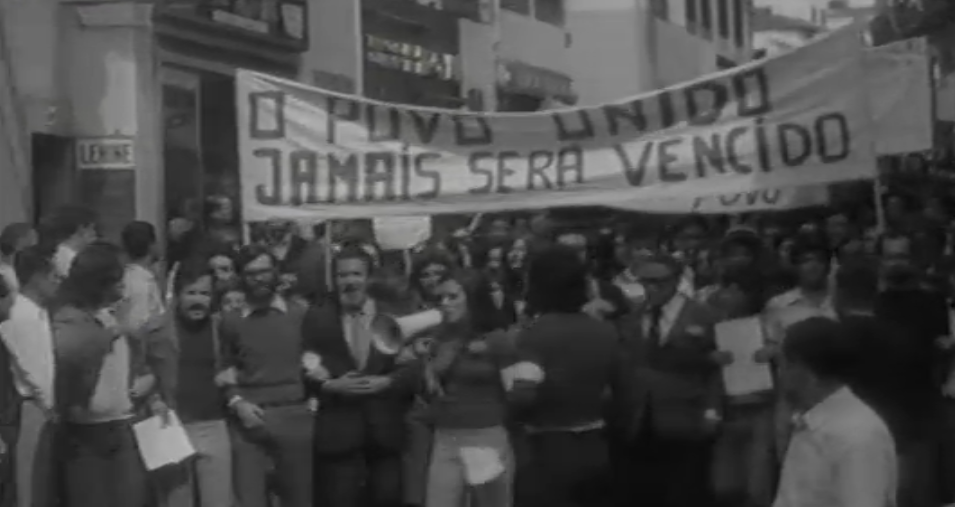

Após o 25 de Abril de 1974 empenhou-se na organização do Partido Comunista na Madeira. Tornou-se deputado da CDU à Assembleia Legislativa Regional, em 1993, e autarca das Assembleias de Freguesia de Santo António e de São Martinho, no Funchal.
Uma das primeiras iniciativas de Nepomuceno e dos restantes membros do PCP/M destacou-se como sendo a homenagem dos dois gloriosos camaradas, que deram a própria vida pelo socialismo, pela liberdade e pela justiça: Antenor da Costa Cruz (m. 1948) e Agostinho da Silva Fineza (1917-1963), sendo considerados os heróis da constante luta.
Os militantes do PCP colaboraram para a criação da: União dos Sindicatos dos Arquipélago da Madeira, da União dos Caseiros da Ilha da Madeira e na edição de diversos meios de comunicação social, nomeadamente no jornal O Caseiro, no Comércio do Funchal e no semanário o Farol das Ilhas.
Após a Revolução de Abril, o PCP instalou-se na Rua da Carreira no Funchal, mais propriamente, em julho de 1974, aumentando a sua base de apoio, com extrema dificuldade, vítima da violência da FLAMA e das constantes calúnias de toda a direita, do centro-direita, e ainda da maioria do clero servidos por uma extrema-esquerda radical, que apelidava os militantes comunistas de revisionistas e até de reformistas.
Nessa altura, os comunistas madeirenses passaram a organizar e a coordenar diversas lutas e manifestações, nomeadamente para o saneamento das direções dos sindicatos fascistas e a eleição dos dirigentes dos Sindicatos Livres.

## Homenagens e condecorações
Durante o seu percurso de vida, Rui Nepomuceno foi homenageado e distinguido por diversas vezes, devido ao seu contributo inestimável na História da Madeira. 
- Em 2009, no dia 10 de junho, agraciado pelo Presidente da República com o grau de Comendador da Ordem do Infante D. Henrique, pelo seu percurso e obra cultural.[4]
- No ano seguinte, no dia 19 de maio, distinguiu-se com a Medalha de Honra da Ordem dos Advogados Portugueses, pelo seu elevado mérito e honorabilidade no exercício da advocacia, e ainda pelos relevantes serviços à Ordem e na defesa da advocacia e do Estado de Direito. [5]

- Em 2012, no dia 12 de abril, com a Medalha de Mérito Cultural Jorge Amado, do Instituto Brasileiro de Culturas Internacionais, pelos serviços à Cultura.
- Em 2013, no dia 1 de novembro, homenageado pelo Clube Futebol União, na celebração do centenário do União, não apenas pelo seu contributo durante a altura que exerceu o cargo de presidência na Direção, como também em homenagem ao seu pai, antigo Presidente do Clube.

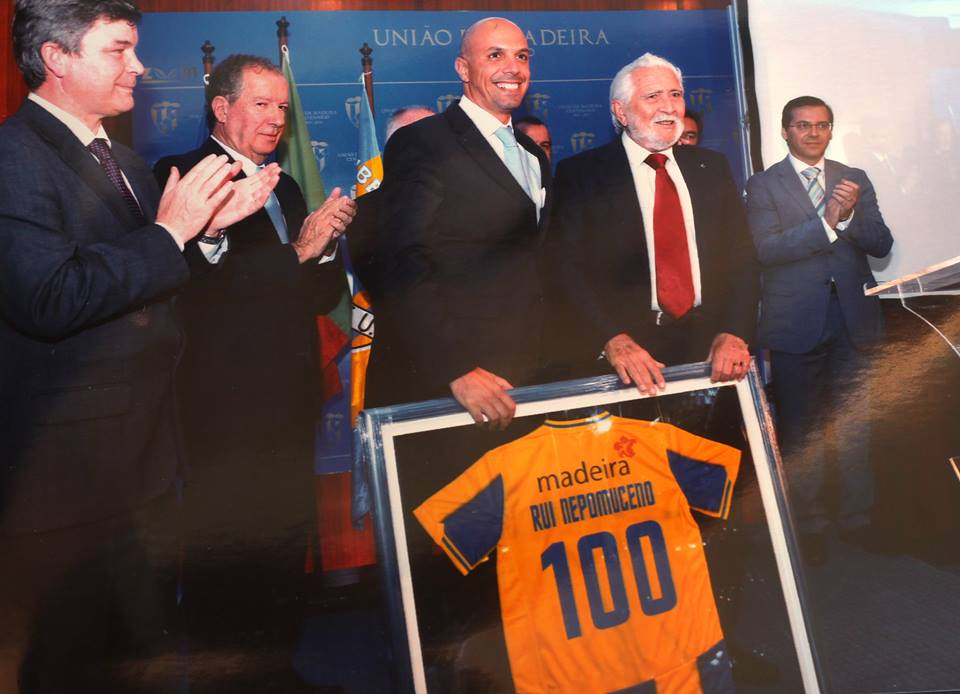

- No dia 1 de julho de 2015, condecorado com a Insígnia Autonómica de Valor (cordão), da Região Autónoma da Madeira, pelo desempenho e virtudes profissionais. No dia 3 de março de 2016, homenageado no 437.º aniversário da Junta de Freguesia de São Martinho do Funchal.
- No dia 19 de maio de 2018, recebeu a Medalha de 50 Anos de Inscrição na Sessão Solene de Comemoração do Dia do Advogado.
- No mesmo ano, mais propriamente a 29 de novembro, tornou-se distinguido pelo Conselho do Governo como uma das personalidades de reconhecido mérito, integrando a Comissão de Honra da Estrutura de Missão para as Comemorações dos 600 anos do Descobrimento da Madeira e do Porto Santo, pertencendo ao grupo das 47 individualidades que, quer no seio económico, como político, desportivo e religioso, reconhecíveis pelo seu valor, mérito e trabalho de excelência. [6]
- No dia 1 de dezembro de 2018, homenageado pelo secretário-geral do partido, Jerónimo de Sousa, na sessão de abertura do X Congresso Regional do Partido Comunista.[7]

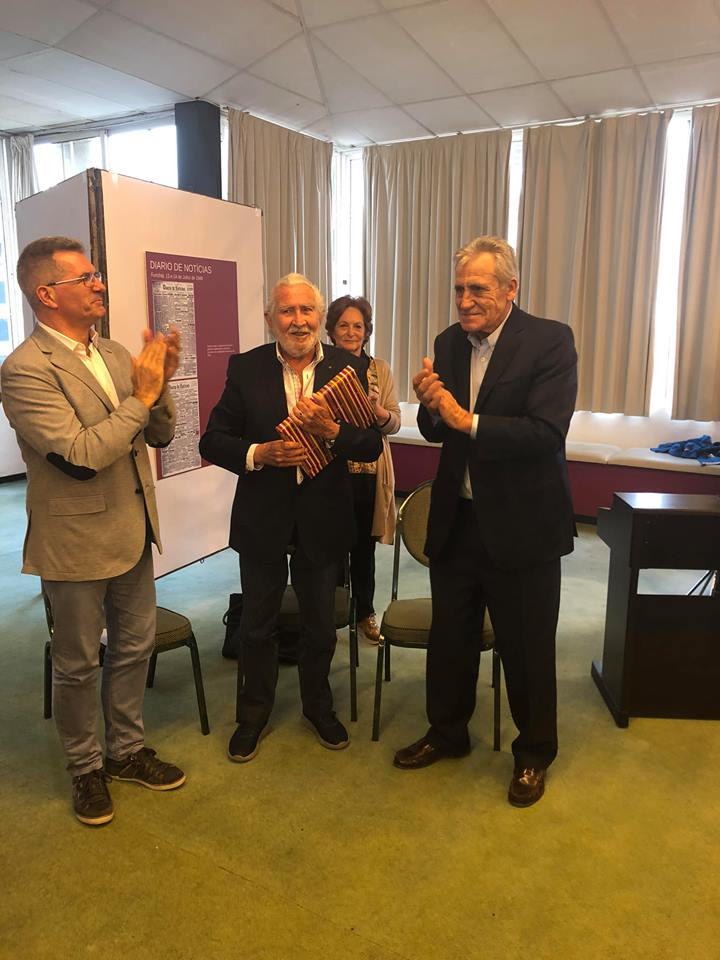

## Obra literária
Desde cedo que nutria o desejo de escrever sobre a sua terra, realizar uma verdadeira investigação sobre a sua Região. Neste sentido, procedeu a uma intensa pesquisa em torno do passado histórico e cultural do Arquipélago da Madeira. Essa investigação que durou décadas, resultou num leque de escritos deixados a todos os madeirenses, no particular, e aos portugueses, no geral. Hoje é reconhecido como um notável historiador. Para além de ter lançado nove livros, escreveu mais de cem artigos de cariz histórico, literário, político e sociológico em vários periódicos locais, nomeadamente no Comércio do Funchal, no Diário de Notícias, no Funchal Notícias, Garajau [Mensário sério e cruel]'– Forum Madeira Cruel, na Ilharq, na Islenha, na Margem; no Militante, no Quebra Costas [Escritores Carinhosos], entre outros.

### Publicações

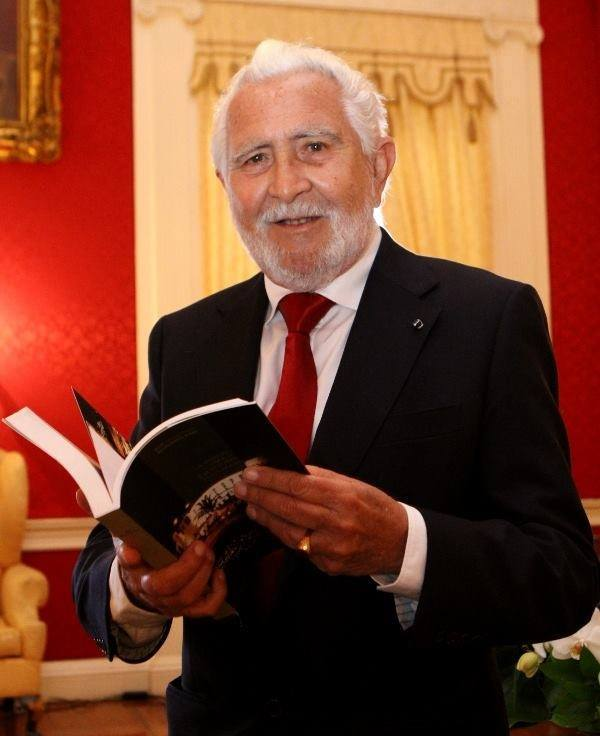

- 1994: As Crises de subsistência na História da Madeira. Lisboa: Editorial Caminho.
- 2003: Uma perspetiva da história da Madeira. Funchal: Editorial Eco do Funchal.
- 2006: História da Madeira: uma visão actual. Porto: Campo das Letras.
- 2006: A conquista da autonomia da Madeira: os conflitos dos séculos XIX e XX. Lisboa: Caminho, D. L.
- 2008: [Em coautoria com Paulino, Francisco Faria]. A Madeira vista por escritores portugueses (séculos XIX e XX). Funchal: Funchal 500 Anos.
- 2012: A Revista das Artes e da História da Madeira. Câmara de Lobos: O Liberal.
- 2014. A Madeira na Obra de Escritores Portugueses. Câmara de Lobos: O Liberal.
- 2023. O Movimento Democrático na Madeira e no Continente (Séc. XIX e Séc XX). Caniço: Jóias de Cultura. [8]

- 2023. Breve História do Arquipélago da Madeira. Caniço: Jóias de Cultura.

Faleceu no dia 18 de abril de 2024, na cidade do Funchal. Em homenagem ao seu legado e ao seu mérito, foi feita a proposta de dar o seu nome a uma rua do Funchal, tendo sido aprovado por unanimidade pela Assembleia Municipal. 